# Liste der Naturdenkmäler in St. Pölten
Die Liste der Naturdenkmäler in St. Pölten enthält die Naturdenkmäler in der Stadt St. Pölten.

## Naturdenkmäler
| Foto |                 | Name                                                          | ID    | Standort                                                                               | Beschreibung | Fläche  | Datum      |
| ---- | --------------- | ------------------------------------------------------------- | ----- | -------------------------------------------------------------------------------------- | --- | ------- | ---------- |
| 1    | Datei hochladen | Heißländen Hart, Trockenrasen                                 | P-051 | St. Pölten KG: Altmannsdorf, Hart GrStNr: 159/1, 159/2, 160; 260/3 Standort            | Bei den Heißländen Hart handelt es sich um einen Trockenrasen mit zahlreichen seltenen Pflanzen- und Tierarten. | 2,59 ha | 27.09.2005 |
| 1    | Datei hochladen | Ulmen und Eschenhain ca. 30 Ulmen, 10 Eschen und 1 Edelfichte | P-038 | St. Pölten KG: Altmannsdorf GrStNr: 446 Standort                                       | Die Freistehende Baumgruppe besteht aus etwa 30 Ulmen, zehn Eschen und einer Edelfichte. | 0,11 ha | 24.02.1993 |
| 1    | Datei hochladen | 1 Sommerlinde                                                 | P-007 | St. Pölten KG: Ganzendorf GrStNr: 82 Standort                                          | Die Sommerlinde hatte 1980 eine Höhe von 15 bis 20 m, einen Umfang in ein Meter Höhe von drei Metern und war etwa 120 Jahre alt. |         | 09.01.1980 |
| 1    | Datei hochladen | 2 Stieleichen                                                 | P-050 | St. Pölten KG: Harland GrStNr: 146/2 Standort                                          | Beide Stieleichen waren 2002 etwa 120 Jahre alt und haben eine Höhe von etwa 20 Metern. Der westlichere der Bäume hatte einen Stammumfang vom 3,40 m, der östliche 3,50 m. |         | 15.01.2002 |
| 1    | Datei hochladen | 2 Sommerlinden                                                | P-012 | St. Pölten KG: Hart GrStNr: 503 (alt: 3) Standort                                      | Die beiden Sommerlinden waren 1980 28–30 m hoch, einen Stammumfang von 2,5 m sowie eine Stammhöhe von 3 m. Das Alter wurde auf 100–120 Jahre geschätzt. |         | 04.11.1980 |
| 1    | Datei hochladen | 6 Stieleichen (Eichengruppe)                                  | P-023 | St. Pölten KG: Hart GrStNr: 85/1 Standort                                              | Die sechs Stieleichen waren 1991 bis über 20 Meter hoch, hatten Kronendurchmesser bis zu 18 Metern und einen Stammumfang von über 4 Metern, das Alter wurde mit etwa 100 Jahren angegeben. |         | 01.03.1991 |
| 1    | Datei hochladen | 1 Feldahorn                                                   | P-024 | St. Pölten KG: Kreisberg GrStNr: 172 Standort                                          | Der Feldahorn war 1991 etwa 12 m hoch, 12 m breit und hatte einen Stammumfang von 2 m. Das Alter wurde auf 100 Jahre geschätzt. |         | 01.03.1991 |
| 1    | Datei hochladen | 2 Sommerlinden                                                | P-008 | St. Pölten KG: Nadelbach GrStNr: 56 Standort                                           | Die beiden Sommerlinden waren 1980 etwa 90 Jahre alt, 20 m hoch und hatten einen Stammumfang von 2,5 und 2,7 m. |         | 09.01.1980 |
| 1    | Datei hochladen | 1 Sommerlinde                                                 | P-017 | St. Pölten KG: Oberwagram GrStNr: 48/2 Standort                                        | Die Sommerlinde steht an der Kreuzung Purkersdorfer Straße und Unter-Wagramerstraße. Der Baum war 1985 etwa 90 Jahre alt, 18 Meter hoch und hatte einen Stammumfang von 2,2 Metern. |         | 18.10.1985 |
| 1    | Datei hochladen | 1 Stieleiche                                                  | P-016 | St. Pölten, Hummelbergstraße KG: Ochsenburg GrStNr: 262 Standort                       | Die Stieleiche nahe dem Schloss Ochsenburg hatte 1982 einen Stammdurchmesser von 3,5 m, eine Höhe von etwa 20 m sowie einen Kronendurchmesser von zirka 18 m. Das Alter des Baumes wurde bei der Unterschutzstellung auf 250 bis 300 Jahre geschätzt. |         | 27.09.1983 |
| 1    | Datei hochladen | 1 Sommerlinde                                                 | P-037 | St. Pölten KG: Pottenbrunn GrStNr: 77/1 Standort                                       | Die Sommerlinde wurde 1991 auf ein Alter von 200 Jahren geschätzt und war 22 m hoch. Der Stamm mit einem Umfang von etwa 3 m verzweigte sich in einer Höhe von 4 m in vier Äste 1. Ordnung. |         | 02.12.1991 |
| 1    | Datei hochladen | 1 Stieleiche                                                  | P-022 | St. Pölten KG: Pummersdorf GrStNr: 261 Standort                                        | Die Stieleiche hatte bei der Unterschutzstellung eine Höhe von über 20 m, einen Stammumfang von 3,35 m, einen Kronendurchmesser von etwa 17 m und wurde auf 90 bis 100 Jahre geschätzt. |         | 01.12.1991 |
| 1    | Datei hochladen | 2 Sommerlinden                                                | P-006 | St. Pölten KG: Pummersdorf GrStNr: 13 Standort                                         | Die Sommerlinden finden sich direkt neben der denkmalgeschützten Wegkapelle Wegkapelle in Pummersdorf |         | 12.04.1979 |
| 1    | Datei hochladen | 1 Flatterulme                                                 | P-043 | St. Pölten KG: Ratzersdorf GrStNr: 1585 Standort                                       | Die Flatterulme war 1997 25 m hoch, hatte einen Stammumfang von 3,75 m und einen Kronendurchmesser von 22 m. Das Alter des Baumes wurde auf 60 Jahre geschätzt. |         | 06.06.1997 |
| 1    | Datei hochladen | 1 Linde und 3 Rosskastanien                                   | P-031 | St. Pölten KG: Ratzersdorf GrStNr: 1396 Standort                                       | Die Baumgruppe aus einer Linde und drei Rosskastanien steht beiderseits eines Kellereinganges am Wagram der Traisen. Die Bäume wiesen 1991 eine maximale Höhe von etwa 20 m auf, die Stammumfänge waren zwischen 2 m um 2,30 m. Der Kronendurchmesser aller Bäume gemeinsam Betrug etwa 25 m. |         | 19.03.1991 |
| 1    | Datei hochladen | 1 Sommerlinde                                                 | P-005 | St. Pölten KG: Ratzersdorf GrStNr: 1140/2 Standort                                     | Die Sommerlinde beim Kriegerdenkmal war 1979 etwa 20 m hoch, hatte einen Stammumfang von 2,50 m und einen Kronendurchmesser von etwa 14 m. Das Alter wurde auf 190 Jahre geschätzt. |         | 12.04.1979 |
| 1    | Datei hochladen | Feuchtbiotop „Siebenbründl“                                   | P-039 | St. Pölten KG: Ratzersdorf, Pottenbrunn GrStNr: 1637; 1608/8; 1608/9; 1608/10 Standort | Das Feuchtbiotop Siebenbründl besteht aus mehreren Quellen, sie bald zu einem Bach zusammenfließen und stellt als Lebensraum eine Kalktuffquelle dar. Im Schutzgebiet finden sich Bestände von Orchideen (Breitblättriges Fingerknabenkraut, Großes Zweiblatt), Prachtnelken, Wollgras und Rispensegge. An bachbegleitenden Ufergehölzen sind Kopfweiden, Grauerlen, Traubenkirschen, Weißdorn, Hartriegel und Liguster anzutreffen. Das Schutzgebiet wurde 1993 von der Stadt St. Pölten erworben und seit 1998 von Freiwilligen gepflegt. | 4,15 ha | 27.04.1993 |
| 1    | Datei hochladen | 1 Blutbuche                                                   | P-034 | St. Pölten KG: St. Pölten GrStNr: 231/4 Standort                                       | Die Blutbuche hatte 1991 einen etwa 5 m hohen Stamm. |         | 19.03.1991 |
| 1    | Datei hochladen | 1 Linde                                                       | P-033 | St. Pölten KG: St. Pölten GrStNr: .145 Standort                                        | Die Linde im Innenhof des Gebäudes Rathausplatz 15 war 1991 etwa 18 m hoch, hatte einen Stamm mit 3,20 m Umfang, der sich in 2,50 m Höhe gabelte und wurde auf etwa 100 Jahre geschätzt. |         | 19.03.1991 |
| 1    | Datei hochladen | 1 Rotbuche                                                    | P-044 | St. Pölten KG: St. Pölten GrStNr: 1557/80 Standort                                     | Die Rotbuche war 1997 etwa 23 m hoch, hatte einen Stammumfang von 3 m und einen Kronendurchmesser von 20 m, sein Alter wurde auf 70 Jahre geschätzt. |         | 06.06.1997 |
| 1    | Datei hochladen | 1 Schwarzföhre                                                | P-004 | St. Pölten KG: St. Pölten GrStNr: 1382/3 Standort                                      | Die Schwarzföhre vor dem Haus Propst Führer-Straße 20 war 1979 etwa 20 m hoch, hatte einen Stammumfang von 1,90 m und wurde auf über 80 Jahre geschätzt. |         | 11.04.1979 |
| 1    | Datei hochladen | 1 Sommerlinde                                                 | P-048 | St. Pölten KG: St. Pölten GrStNr: 316/31 Standort                                      | Die Sommerlinde im Vorgarten des Hauses Johann Gassner-Gasse 20 war 2001 etwa 20 m hoch, hatte einen Stammumfang von etwa 3 m und eine Kronenbreite von 15 m. Das Alter wurde auf etwa 100 Jahre geschätzt. |         | 11.12.2001 |
| 1    | Datei hochladen | 1 Spitzahorn                                                  | P-032 | St. Pölten KG: St. Pölten GrStNr: 231/1 Standort                                       | Der Spitzahornbaum am Schießstattring war 1991 etwa 22 m hoch, hatte einen Stammumfang von 3 m und eine Kronenbreite von etwa 17 m, das Alter wurde auf 100 Jahre geschätzt. |         | 19.03.1991 |
| 1    | Datei hochladen | 1 Stieleiche                                                  | P-018 | St. Pölten KG: St. Pölten GrStNr: 265/6 Standort                                       | Die Stieleiche im Schillerpark war 1986 etwa 15 m hoch und hatte einen Kronendurchmesser von 14 m. Sie war 73 Jahre alt. |         | 09.10.1986 |
| 1    | Datei hochladen | 1 Stieleiche                                                  | P-049 | St. Pölten KG: St. Pölten GrStNr: 888/2 (alt: 887/2) Standort                          | Die Stieleiche hinter den Stadtsälen war 2002 etwa 20 m hoch, hatte einen Stammumfang von 3,30 m und eine Kronenbreite von 16 m, das Alter wurde auf 120 Jahre geschätzt. |         | 09.01.2002 |
| 1    | Datei hochladen | 4 Blutbuchen                                                  | P-029 | St. Pölten KG: St. Pölten GrStNr: 225/1 Standort                                       | Die vier Blutbuchen im Schnoflpark zwischen Völklplatz und Aquacity waren 1991 etwa 25 m hoch, hatten jeweils einen Stammumfang von 2,20 m und einen Kronendurchmesser von 10 bis 12 m. Das Alter der quadratisch angeordneten Bäume mit geschlossenen Kronen wurde auf etwa 60 bis 70 Jahre geschätzt. |         | 12.02.1991 |
| 1    | Datei hochladen | Eichenallee                                                   | P-036 | St. Pölten KG: St. Pölten GrStNr: 713/3; 675/3; 676/1 Standort                         | Das Naturdenkmal besteht aus 2 Eichenalleen im Kaiserwald in der Sommerpromenade sowie Fahrngruberpromenade. Die Einzelbäume waren 1991 etwa 100 Jahre alt, hatten eine Höhe von 20 bis 25 m, einen Kronendurchmesser von 10 m und einen Stammumfang von bis zu 3,20 m. | 0,22 ha | 30.04.1991 |
| 1    | Datei hochladen | 1 Linde                                                       | P-028 | St. Pölten KG: Stattersdorf GrStNr: 210/1 Standort                                     | Die Linde steht auf einer Wiese zwischen Stattersdorfer Hauptstraße und Traisen und war 1991 etwa 120 Jahre alt, hatte einen Stammumfang von 3,60 m und einen Kronendurchmesser von über 20 m, die Höhe des Baumes war etwa 25 m. |         | 01.03.1991 |
| 1    | Datei hochladen | 1 Rosskastanie                                                | P-052 | St. Pölten KG: Stattersdorf GrStNr: 1030/25 Standort                                   | Die gewöhnliche Rosskastanie im Schlösslpark hatte 2006 eine Gesamthöhe von 37 m, der Stamm hatte in 120 cm Höhe einen Durchmesser von 140 cm. Das Alter wurde auf etwa 80 Jahre geschätzt. |         | 11.07.2005 |
| 1    | Datei hochladen | 2 holländische Linden                                         | P-030 | St. Pölten KG: Stattersdorf GrStNr: 1008/1 Standort                                    | Die zwei holländischen Linden im vor der Serbisch-Orthodoxen Pfarrkirche in Stattersdorf hatten 1991 eine Gesamthöhe von etwa 20 m, der Stamm hatte jeweils einen Umfang von etwa 3 m. Der Kronendurchmesser wurde auf 20 m geschätzt, das Alter auf etwa 100 Jahre. |         | 12.02.1991 |
| 1    | Datei hochladen | 2 Linden                                                      | P-026 | St. Pölten KG: Stattersdorf GrStNr: 448/2 Standort                                     | Die zwei Linden hatten 1991 eine Höhe von etwa 20 und etwa 25 m und einen Stammumfang von 4 m und 2,20 m. Der Kronendurchmesser beider Bäume war etwa 18 m, das Alter etwa 100 Jahre. |         | 01.03.1991 |
| 1    | Datei hochladen | 3 Linden und 2 Eschen                                         | P-027 | St. Pölten KG: Stattersdorf GrStNr: 210/7 Standort                                     | Das Naturdenkmal in einer Traisenau nahe der Sunpor-Fabrik in Stattersdorf besteht aus drei Linden und zwei Eschen. 1991 hatten die Linden einen Stammumfang von bis zu 4,50 m, die Eschen bis zu 3 m. Alle Bäume waren über 100 Jahre alt, waren bis zu 25 m hoch und hatten einen Kronendurchmesser bis zu 20 m. |         | 01.03.1991 |
| 1    | Datei hochladen | Platane                                                       | P-040 | St. Pölten KG: Unterradlberg GrStNr: 21/2 Standort                                     | Die Platane im Hübscherpark in Radlberg war 1995 etwa 25 m hoch, hatte einen Brusthöhenumfang von etwa 4,10 m und einen Brusthöhendurchmesser von etwa 1,30 m. Der Stamm teilt sich nach nur zwei Metern in drei Hauptäste. |         | 23.05.1995 |
| 1    | Datei hochladen | 1 Rotbuche                                                    | P-047 | St. Pölten KG: Viehofen GrStNr: .187 Standort                                          | Die Rotbuche im Garten der Villa Steinfeldt wurde 2001 gemeinsam mit einem Ahorn im selben Garten unter Schutz gestellt, der Schutz des Ahornes wurde allerdings 2003 wieder aufgehoben und gefällt. Die bestehende Rotbuche hatte einen Kronendurchmesser von etwa 26 m, das Alter wurde auf 80 bis 120 Jahre geschätzt. |         | 21.06.2001 |
| 1    | Datei hochladen | 1 Weihrauchzeder                                              | P-046 | St. Pölten KG: Viehofen GrStNr: 105/3 Standort                                         | Die Weihrauchzeder nahe dem ehemaligen Herrenhaus der geschlossenen Spitzen- und Bobinet- und Vorhänge-Fabrik F. Austin war 1999 etwa 32 m hoch und hatte einen Stammumfang in Brusthöhe von etwa 2,7 m. Der zum Unterschutzstellungszeitpunkt etwa 100 Jahre alte Baum hatte im Bereich der astfreien Höhe von etwa 5 m einen Kronendurchmesser von etwa 5 m. |         | 29.10.1999 |
| 1    | Datei hochladen | 2 Platanen                                                    | P-009 | St. Pölten KG: Viehofen GrStNr: 55/1 Standort                                          | Die Platanen im Garten des ehemaligen Rosenhofes waren 1980 etwa 20 bis 25 m hoch, hatten einen Umfang von 5,50 bis 5,60 m und eine Kronenbreite von etwa 30 bis 35 m. |         | 09.01.1980 |
| 1    | Datei hochladen | Kastanien- und Lindenallee                                    | P-011 | St. Pölten KG: Wasserburg GrStNr: 59/1; 641; 643 Standort                              | Die Allee aus ursprünglich 29 Kastanien und Linden nahe dem Schloss Wasserburg säumte 1980 die Hauptverkehrsstraße zwischen Pottenbrunn und Wasserburg und war zwischen 1966 und 1980 ein geschützter Landschaftsteil. Zwischenzeitlich wurde eine Umfahrungsstraße errichtet, die Allee umschließt einen Geh- und Reitweg. | 0,39 ha | 10.01.1980 |
| 1    | Datei hochladen | 1 Winterlinde                                                 | P-021 | St. Pölten KG: Witzendorf GrStNr: 4 Standort                                           | Die Winterlinde war 1991 etwa 100 Jahre alt, hatte eine Höhe von etwa 20 m, einen Stammumfang von etwa 3,75 m und einen Kronendurchmesser von 12 bis 15 m. |         | 01.03.1991 |
| 1    | Datei hochladen | 1 Linde                                                       | P-025 | St. Pölten KG: Wörth GrStNr: 218 Standort                                              | Die Linde hatte 1991 eine Höhe von etwa 15 m, einen Stammumfang von etwa 2 m sowie einen Kronendurchmesser von etwa 12 m. Das Alter wurde auf 60 bis 70 Jahre geschätzt. |         | 01.03.1991 |

## Ehemalige Naturdenkmäler
| Foto |                 | Name                       | ID    | Standort                                                            | Beschreibung | Fläche | Datum      |
| ---- | --------------- | -------------------------- | ----- | ------------------------------------------------------------------- | --- | ------ | ---------- |
| 1    | Datei hochladen | 1 Linde                    | P-020 | St. Pölten KG: St. Pölten GrStNr: 1547 Standort                     | Der Schutzstatus wurde 2011 entzogen. |        | 01.03.1991 |
| 1    | Datei hochladen | 1 Platane                  | P-042 | St. Pölten KG: St. Pölten GrStNr: 691/1 Standort                    | Der Schutzstatus wurde 2011 entzogen. |        | 06.06.1997 |
| 1    | Datei hochladen | 4 Linden                   | P-035 | St. Pölten KG: St. Pölten GrStNr: .570 Standort                     | Der Schutzstatus wurde 2013 entzogen. |        | 23.07.2009 |
| 1    | Datei hochladen | 1 Sommerlinde              | P-002 | St. Pölten KG: Viehofen GrStNr: 70 Standort                         | Die Sommerlinde im Garten des Pfarrhofes hatte 1979 eine Höhe von etwa 20 m, einen Stammumfang von etwa 4,25 m und wurde auf 190 Jahre geschätzt. Der Schutzstatus wurde 2019 entzogen. |        | 11.04.1979 |
| 1    | Datei hochladen | 1 Stieleiche               | P-014 | St. Pölten KG: Nadelbach GrStNr: 357 Standort                       | Die Stieleiche war 1982 etwa 22 m hoch, hatte einen Stammumfang von 3,5 m und eine Kronenbreite von 3,5 m. Das Alter war mit etwa 150 Jahren angegeben. Der Schutzstatus wurde 2019 entzogen.                                                                                                |        | 26.05.1982 |
| 1    | Datei hochladen | 1 Sommerlinde              | P-015 | St. Pölten, Ochsenburgerstraße 24 KG: Eggendorf GrStNr: 31 Standort | Die Sommerlinde an der Ochsenburgerstraße 24 hatte 1982 eine Höhe von etwa 25 m, einen Stammumfang von 3,60 m und war zwischen 130 und 150 Jahre alt. Der Bescheid spricht als Unterschutzstellungsgrund von der „auffallend schönen Form“ des Baumes. Der Schutzstatus wurde 2019 entzogen. |        | 18.03.1982 |
| 1    | Datei hochladen | Pappel- und Weidengestrüpp | P-019 | St. Pölten KG: Pottenbrunn GrStNr: 1685 Standort                    | Das Grundstück am Saubach ist zu 30 % mit Pappeln und Weiden überschirmt, der Rest der Fläche ist mit Schilf bewachsen. |        | 29.06.1989 |

| Foto:                    | Fotografie des Naturdenkmals. Klicken des Fotos erzeugt eine vergrößerte Ansicht. Daneben finden sich zwei Symbole: \| Weitere Bilder vorhanden \| Das Symbol bedeutet, dass weitere Fotos des Objekts verfügbar sind. Durch Klicken des Symbols werden sie angezeigt. \| \| Eigenes Foto hochladen \| Durch Klicken des Symbols können weitere Fotos des Objekts in das Medienarchiv Wikimedia Commons hochgeladen werden. \| |
| Name:                    | Bezeichnung des Naturdenkmals laut offiziellen Quellen |
| ID                       | Identifikator |
| Standort:                | Es ist die Gemeinde und falls vorhanden die Adresse angegeben. Darunter sind die Katastralgemeinde (KG) und die Grundstücksnummer angeführt. Durch Aufruf des Links Standort wird die Lage des Denkmals in verschiedenen Kartenprojekten angezeigt. |
| Beschreibung             | Kurze Beschreibung des Naturdenkmals |
| Fläche                   | Fläche des Naturdenkmals in Hektar (ha) |
| Datum                    | Datum oder Jahr der Unterschutzstellung |
| Weitere Bilder vorhanden | Das Symbol bedeutet, dass weitere Fotos des Objekts verfügbar sind. Durch Klicken des Symbols werden sie angezeigt. |
| Eigenes Foto hochladen   | Durch Klicken des Symbols können weitere Fotos des Objekts in das Medienarchiv Wikimedia Commons hochgeladen werden. |